# Elztalmuseum
Het Elztalmuseum is een museum in Waldkirch in de Duitse deelstaat Baden-Württemberg. Het werd in 1985 geopend en richt zich op de geschiedenis van de regio. Deelcollecties gaan onder meer in op de culturele geschiedenis, orgelbouw en automaten.

## Geschiedenis
Het museum is gevestigd in een slot dat van 1753 tot 1755 werd gebouwd als proosdij van de kapittelkerk St. Margaretha. Enkele stukken herinneren nog aan deze geschiedenis, zoals een beeld van Sint  Margaretha.
Van 1815 tot 1873 werd het gebouw als katoenweverij gebruikt en daarna omgebouwd naar een hotel. Onder de gasten bevond zich 1880 keizer Wilhelm I en zijn gezin. Vervolgens was het slot van 1891 tot 1977 een schoolgebouw.
Na een grondige renovatie werd het Elztalmuseum hier in 1985 gevestigd. De oppervlakte bestrijkt 1700 m².

## Collectie
Het is in de kern een streekmuseum en gericht op de politieke, culturele en economische geschiedenis van de regio. Getoond wordt bijvoorbeeld de voormalige regionale klederdracht, het interieur van boerderijen en de wooncultuur uit de 19e eeuw. Verder worden er kunststukken en andere voorwerpen getoond uit de nalatenschap van het pand, zoals paramenten en andere religieuze stukken, goud- en zilverwerk en schilderijen.
Dat de regio een productiecentrum is geweest van mechanische muziekinstrumenten, komt naar voren uit de grote collectie orgels, draaiorgels en orchestrions. Ook is een deel van de collectie gewijd aan de geschiedenis van automaten tot en met de microchip en aan de edelsteenslijperij waarin Waldkirch een rol had.